# Tapeworm
A Tapeworm egy zenei projekt volt, amely 1995-től 2004-ig működött. Az együttes a Nine Inch Nails tagjainak mellékágazataként jött létre, de később több neves zenésszel is kiegészült, így supergrouppá fejlődött. Mindössze két dalt adtak ki e név alatt, Vacant illetve Potions neveken. Ezek a dalok azonban sosem jelentek meg, de feldolgozás formájában hallhatóak lettek. A Vacant című dalt Danny Lohner gitáros írta és Charlie Clouser szerezte, a szöveget és a dallamot Maynard James Keenan (Tool, A Perfect Circle) szerezte, a kórust és a vokált pedig Trent Reznor (Nine Inch Nails) szolgáltatta. Ezt a dalt a Perfect Circle is feldolgozta 2001-es turnéja során, amelynek Reznor egyáltalán nem örült. Maynard James Keenan egyik projektje, a Puscifer 2009-es EP-jén hallható a Vacant című szám, és Reznor is meg van említve, mint közreműködő. A Tapeworm egy albumot sem jelentetett meg pályafutása alatt. Reznor 2004-ben kijelentette, hogy a "Tapeworm az elkövetkezendő jövőre nézve halott", ezt azzal indokolta, hogy számtalan dolog állja útját a projektnek, például a menedzserek, az ügyvédek, a lemezkiadók és Reznor saját lelkesedése.

## Tagok
- Phil Anselmo (Pantera, Down, Superjoint Ritual)
- Charlie Clouser (Nine Inch Nails)
- Josh Freese (Devo, Nine Inch Nails, A Perfect Circle, The Vandals, Guns N'Roses, Ashes Divide)
- Toni Halliday (Curve)
- Page Hamilton (Helmet)
- Maynard James Keenan (Tool, A Perfect Circle, Puscifer)
- Danny Lohner (Nine Inch Nails, A Perfect Circle, Black Light Burns, Skrew)
- Alan Moulder (producer)[3]
- Trent Reznor (Nine Inch Nails, How to Destroy Angels)
- Atticus Ross (12 Rounds, Error, How to Destroy Angels, Nine Inch Nails)
- Tommy Victor (Prong)